# Єсеник
Є́сеник (чеськ. Jeseník) — місто в Оломоуцькому краї Чехії, кліматичний курорт на схилах Золотих Гір (Судети) розташований за 4 км від гори Єсеник. Адміністративний центр округу Єсеник. Населення 12 228 осіб (на 12 січня 2010 року).
Як курорт місто розвивається з 1826 року. Центр туризму і зимового спорту. Музей (в колишньому замку). Поблизу міста — пам'ятка природи — печера Красова.

## Історія
Місто засноване 1267 р. вроцлавськими біскупами через близькість рудників із метою подальшого розвитку місцевого гірництва (з XVI ст. Єсеник стає основним центром видобутку золота).

## Відомі люди
- Ігнатій Данилович — помер тут під час лікування.